# Ortaköy, İspir
Ortaköy là một xã thuộc huyện İspir, tỉnh Erzurum, Thổ Nhĩ Kỳ. Dân số thời điểm năm 2011 là 53 người.